# Slang
Slang je nespisovný útvar jazyka, který je charakteristický pro mluvčí náležející k určité zájmové skupině. Rozdíly oproti spisovnému jazyku spočívají především ve slovní zásobě. 
Bývá nesprávně zaměňován s žargonem, jde však o rozdílnou formu. Žargonem se rozumí jazyk používaný pracovníky v určitém oboru nebo jazyk používaný k představení specifických pojmů v rámci oboru osobám s konkrétním zájmem. Ačkoli žargon i slang mohou být použity k vyloučení nečlenů skupiny z konverzace, říká se, že účelem žargonu je optimalizace konverzace pomocí termínů, které vyžadují technické porozumění.

## Kategorie
- slovní zásoba slangová (slang v užším smyslu) – zahrnující nespisovné výrazy užívané zájmovými skupinami – studentský, vojenský, železničářský, sportovní, sázkařský, hudebnický, trampský slang apod.[2]
- mluva v kriminálním prostředí mající za účel skrýt význam výpovědi nezasvěcencům, argot.

Prvními pracemi zabývající se slangem a argotem v českém prostředí jsou slovníky V. Hájka Tajná řeč zlodějů z roku 1806 a Puchmajerova učebnice romštiny z roku 1821, jejíž součástí je i seznam hesel „hantýrky“.
Lingvista František Čermák samotný pojem slangu zpochybňuje, protože tvrdí, že je neobratné a nesmyslné oborovou terminologii rozštěpovat na spisovné „termíny“ a nespisovný „slang“ – spisovné výrazy jsou totiž často samotným oborovým pracovníkům neznámé a vznikají tak „termíny“, které se v daném oboru neužívají. Např. ke slangovému výrazu ponk existuje termín řemeslnický pracovní stůl – což je výraz, který má jistě své místo ve spisovném jazyce, ale nikoli v oborové mluvě.